# Kindereisenbahn Schymkent
| Diesellokomotive TU2-112 |                     |                          |                              |
| Streckenverlauf |                     |                          |                              |
| Streckenlänge: | 6 km                |                          |                              |
| Spurweite: | 750 mm (Schmalspur) |                          |                              |
| |                     |                          |                              |
| \| \| \| Sportiwnaja (Спортивная) \| 42° 20′ 16″ N, 69° 35′ 37″ O \| \| \| \| 7 Bahnübergänge \| \| \| \| \| Turar Ryskulov \| 42° 20′ 52″ N, 69° 35′ 58″ O \| \| \| \| 3 Bahnübergänge \| \| \| \| \| Dendropark (Дендропарк) \| 42° 22′ 7″ N, 69° 37′ 23″ O \| \| \| \| \| 42° 22′ 9″ N, 69° 37′ 25″ O \| \| \| \| Tulpar (Тулпар) \| 42° 22′ 22″ N, 69° 37′ 34″ O \| |                     |                          |                              |
| Kopfbahnhof Streckenanfang |                     | Sportiwnaja (Спортивная) | 42° 20′ 16″ N, 69° 35′ 37″ O |
| Bahnübergang |                     | 7 Bahnübergänge          | 7 Bahnübergänge              |
| Strecke mit Straßenbrücke |                     | Turar Ryskulov           | 42° 20′ 52″ N, 69° 35′ 58″ O |
| Bahnübergang |                     | 3 Bahnübergänge          | 3 Bahnübergänge              |
| Tunnel |                     | Dendropark (Дендропарк)  | 42° 22′ 7″ N, 69° 37′ 23″ O  |
| Brücke |                     |                          | 42° 22′ 9″ N, 69° 37′ 25″ O  |
| Kopfbahnhof Streckenende |                     | Tulpar (Тулпар)          | 42° 22′ 22″ N, 69° 37′ 34″ O |

Die Kindereisenbahn Schymkent (russisch Чимкентская детская железная дорога им. Героя Советского Союза Гани Муратбаева, Tschimkentskaja detskaja schelesnaja doroga im. Geroja Sowetskowo Sojusa Gani Muratbajewa) ist eine schmalspurige Parkeisenbahn in Schymkent in Kasachstan. Die Strecke mit einer Spurweite von 750 mm hat eine Länge von sechs Kilometern. Sie hat zwei Stationen. Die Bahn wurde im Mai 1980 als eine der vielen Pioniereisenbahnen in der Sowjetunion eröffnet.

## Geschichte
Die Kindereisenbahn wurde ab Herbst 1979, dem Internationalen Jahr des Kindes, von Freiwilligen verschiedener Organisationen entworfen und gebaut. Der Bahnhof wurde vom Schymkenter Juschgorselprojekt-Institut (Южгорсельпроект) und der Tunnel und die Schrägseilbrücke vom Giprofosfor-Instituts (Гипрофосфор) entworfen. Die Architektur der Bahnhofsgebäude im Geiste nationaler Traditionen wurde für den Leninpreis nominiert. Der Bahnhof Tulpar erinnert an ein lustiges Kamel, das aus irgendeinem Grund die Schnauze eines Löwenjungen hat, obwohl Tulpar eigentlich ein geflügeltes Pferd aus den Werken der kasachischen Folklore ist. Im Februar 1980 passierte der erste Zug versuchsweise die Strecke der Kindereisenbahn, und im Mai des gleichen Jahres begann der regelmäßige Verkehr.

## Streckenverlauf

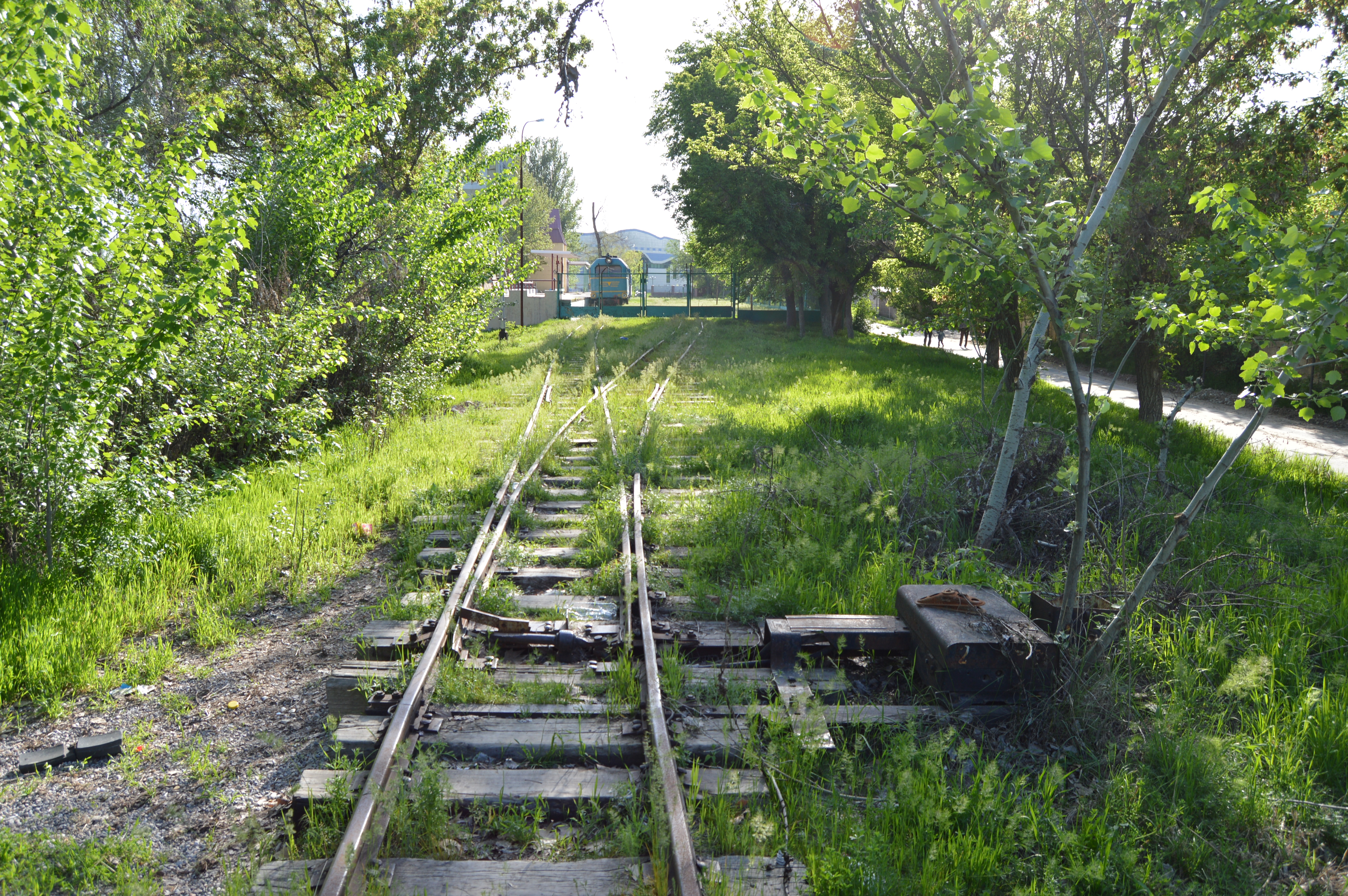
Erhaltungszustand der Gleise, 2017

Die Kinderbahn verbindet den nördlichen Teil der Stadt mit einem Erholungsgebiet, in dem sich ein Arboretum mit einem künstlich angelegten See und einem Zoo befinden. Der Zug fährt vom Bahnhof Sportiwnaja (Спортивная) beim Stadion über Chadschi Mukan (Хаджи Мукан) zum Bahnhof Tulpar (Тулпар) beim Eingang zum Zoo. Anfangs war die Kindereisenbahn fast die einzige Möglichkeit, dieses Erholungsgebiet zu erreichen, die von Mai bis September des ersten Betriebsjahres von 176.000 Fahrgästen genutzt wurde.
Die Strecke hat ein komplexes Höhenprofil: Gleich nach der Überführung hinter Sportivnaya beginnt ein fast zwei Kilometer langer Anstieg, auf dem die Strecke zwei scharfe Kurven durchläuft. Es gibt einen 20-30 Meter langen Tunnel, eine Schrägseilbrücke sowie eine weitere Brücke.

## Schienenfahrzeuge

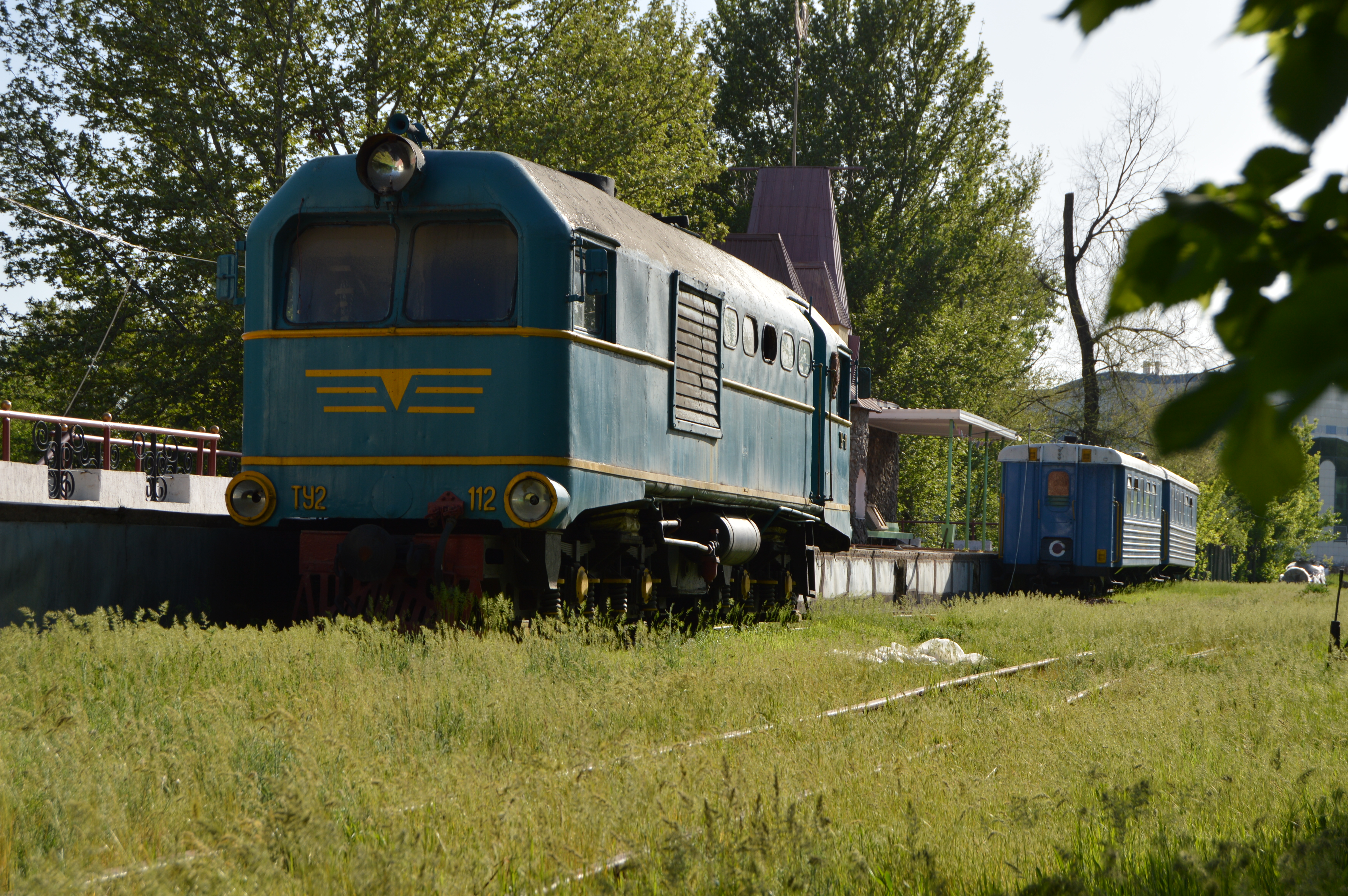
Diesellokomotive TU2 und zwei PW51-Wagen, 2017

Eine Diesellokomotive der Baureihe TU2 stammt von der Kindereisenbahn Alma-Ata, die andere vom Bergbau- und Hüttenwerk Atschpolimetall (Ачполиметалл) in Kentau. Derzeit werden zwei PW51-Wagen der Maschinenbau-Fabrikanlage Demichowsk für den Personenverkehr eingesetzt. Die älteren Pafawag-Wagen sind in der Station Sportiwnaja eingelagert, ein Teil der PW51-Wagen sind in Reserve. Eine der beiden Lokomotiven, die TU2-269, wurde außer Betrieb genommen und als Ersatzteilspender für die zweite Diesellokomotive eingesetzt. Dennoch herrscht auf der Straße ein akuter Mangel an Ersatzteilen für die Lokomotive. Im Sommer 2003 wurde die Strecke wegen des Ausfalls einer Lokomotive zweimal für längere Zeit vorübergehend stillgelegt. 2010 war die Schymkent-Kinderbahn noch in Betrieb, und zwar deutlich länger als in den Vorjahren, da die Betriebssaison bereits im April begann.